# Aeroportul Oulu
Aeroportul Oulu (IATA: OUL, ICAO: EFOU) este un aeroport din Oulu, Ostrobotnia de Nord, Agenția de Stat de Administrare Regională Finlanda de Nord⁠(d), Finlanda ce deservește zona Oulu. Aeroportul a fost tranzitat în 2022 de 632.130 de pasageri. A fost deschis în 30 iunie 1953 și numit după zona deservită.
Situat la o altitudine de 15 m, aeroportul dispune de 1 pistă. Este operat de Finavia⁠(d).

## Infrastructură

### Piste
Aeroportul dispune de o singură pistă. Pista 12/30 are suprafața de asfalt și dimensiunile 2.501 m × 60 m. 